# عاصم بن عبد الله الشيبي
عاصم بن عبد الله الشيبي: كان كبير سدنة بيت الله الحرام، تولى مهمة سدانة بيت الله الحرام عقب وفاة أخيه الأكبر الشيخ طه بن عبد الله الشيبي في يوم )، .

## النسب
هو الشيخ: عاصم بن عبد الله بن عبد القادر بن عليّ بن محمد السابع بن زين العابدين بن محمد عبد المعطي بن عبد الواحد بن محمد جمال الدين بن القاسم بن أبي السعود بن أبي فخر الدين بن محمد جمال الدين بن عمر ابن سراج الدين بن محمد بن علي بن غانم بن محمد بن مفرج بن محمد بن يحيى بن عبيدة بن حمزة بن بركات بن شيبة بن عبد الله بن شعيب بن جبير ابن شيبة بن عثمان بن أبي طلحة عبد الله بن عبد العزى بن عثمان بن عبد الدار بن قصي بن كلاب القرشي.
ويجتمعون مع رسول الله صلى الله عليه وسلم في قصي بن كلاب.
| سبقه طه بن عبد الله الشيبي | سدنة 1407 - 1413 | تبعه طلحة بن حسن الشيبي |